# Caravanstalling
Een caravanstalling is een opslagplaats voor recreatieobjecten die niet langdurig vrij op de openbare weg geplaatst mogen worden.
Behalve voor caravans, zijn er in zo'n stalling vaak opslag mogelijkheden voor aanhangwagens,  bagagewagens, boten op trailer, campers, vouwwagens, auto's en motoren. Meestal worden  leegstaande kwekerijen, loodsen of fabrieken hiervoor benut.
Sommige stallingen zijn voorzien van een eigen werkplaats waar diverse keuringen of herstelwerkzaamheden uitgevoerd kunnen worden.

## Afbeeldingen

Overdekte caravanstalling
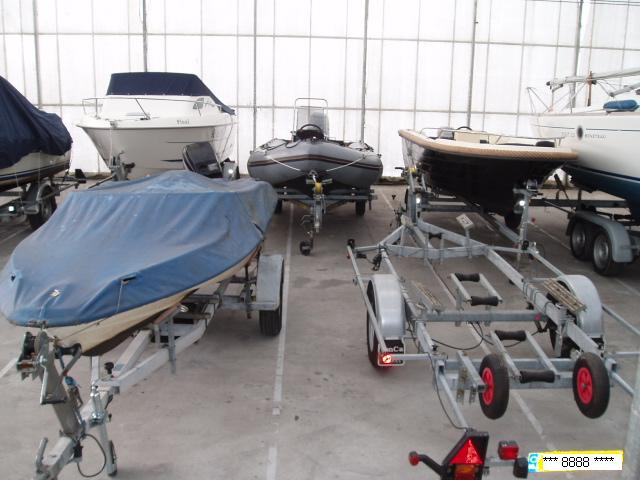
Overdekte Botenstalling
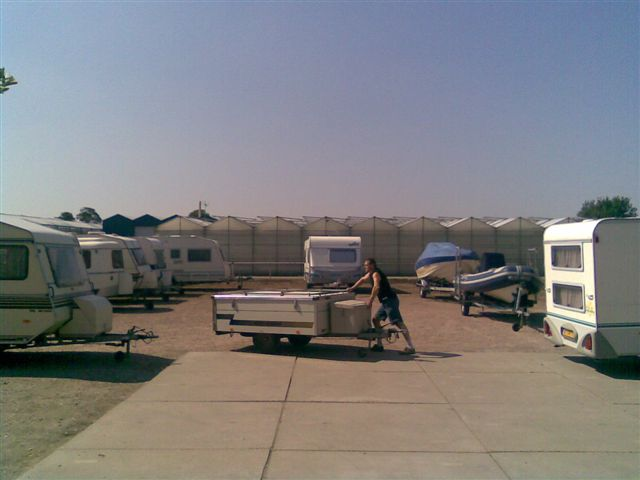
Stalling in open lucht